# ATC kód C
ATC kód C je oddílem Anatomicko-terapeuticko-chemické klasifikace léčiv.
C. Kardiovaskulární systém
- C01 - Kardiaka
- C02 - Antihypertenziva
- C03 - Diuretika
- C04 - Periferní vasodilatancia
- C05 - Vasoprotektiva
- C07 - Beta blokátory
- C08 - Blokátory kalciového kanálu
- C09 - Látky ovlivňující renin-angiotenzinový systém
- C10 - Prostředky snižující hladinu lipidů v séru